# Adria Mobil/2007
Deze pagina geeft een overzicht van de Adria Mobil wielerploeg in 2007.

## Transfers
| Inkomend        | Team 2006                    | Uitgaand        | Team 2007                                 |
| --------------- | ---------------------------- | --------------- | ----------------------------------------- |
| Benjamin Cujnik | Onbekend                     | Saso Barantin   | Onbekend                                  |
| Blaž Furdi      | Onbekend                     | Bruno Bertolini | Serramenti PVC Diquigiovanni-Selle Italia |
| Blaž Jarc       | Onbekend                     | Zoran Klemenčič | Gestopt                                   |
| Marko Kump      | Onbekend                     | Luka Kodra      | Onbekend                                  |
| Tine Zagar      | Onbekend                     | Miha Solar      | Onbekend                                  |
| Jure Zrimšek    | Acqua & Sapone-Caffè Mokambo | Matej Zorko     | Onbekend                                  |
|                 |                              | Simon Zupancic  | Onbekend                                  |

## Renners
| Naam               | Geboortedatum    | Nationaliteit | Ploeg 2006                   |
| ------------------ | ---------------- | ------------- | ---------------------------- |
| Benjamin Cujnik    | 24 april 1988    | Slovenië      | Onbekend                     |
| Blaž Furdi         | 27 mei 1988      | Slovenië      | Onbekend                     |
| Blaž Jarc          | 17 juli 1988     | Slovenië      | Onbekend                     |
| Robert Kišerlovski | 9 augustus 1986  | Kroatië       |                              |
| Marko Kump         | 9 september 1988 | Slovenië      | Onbekend                     |
| Tomaž Nose         | 21 april 1982    | Slovenië      |                              |
| Joze Senekovic     | 12 maart 1986    | Slovenië      |                              |
| Simon Špilak       | 23 juni 1986     | Slovenië      |                              |
| Miha Svab          | 20 april 1984    | Slovenië      |                              |
| Jure Zagar         | 23 februari 1987 | Slovenië      |                              |
| Tine Zagar         | 27 augustus 1988 | Slovenië      | Onbekend                     |
| Jure Zrimšek       | 20 januari 1982  | Slovenië      | Acqua & Sapone-Caffè Mokambo |

## Kalender (profwedstrijden)
| Wedstrijd          | Datum            | Categorie |
| ------------------ | ---------------- | --------- |
| Ronde van Trentino | 24-27 april 2007 | 2.1       |
| Ronde van Slovenië | 12-16 juni 2007  | 2.1       |
| Brixia Tour        | 26-29 juli 2007  | 2.1       |

## Overwinningen
| Wedstrijd                         | Datum             | Categorie | Winnaar            |
| --------------------------------- | ----------------- | --------- | ------------------ |
| Poreč Trophy                      | 11 maart 2007     | 1.2       | Marko Kump         |
| GP Palio del Recioto              | 10 april 2007     | 1.2U      | Robert Kišerlovski |
| La Côte Picarde                   | 18 april 2007     | 1.Ncup    | Simon Špilak       |
| Eindklassement Ronde van Slovenië | 12-16 juni 2007   | 2.1       | Tomaž Nose         |
| Proloog Ronde van Kroatië         | 11 september 2007 | 2.2       | Jure Zrimšek       |

2005 · 2006 · 2007 · 2008 · 2009 · 2010 · 2011 · 2012 · 2013 · 2014 · 2015 · 2016